# Watatakalu Yawalapiti
Watatakalu Yawalapiti é uma ativista indígena brasileira, defensora da Amazônia, da cultura indígena e dos direitos das mulheres. Ela é a líder dos Yawalapiti, uma das dezesseis tribos do Xingu, que vive no nordeste do estado de Mato Grosso, no sul da Amazônia. Ela é cogitada como substituta do Cacique Raoni na representação internacional dos povos indígenas da Amazônia.

## Biografia
Nascida em 1980, Watatakalu é filha de Pirakumã, cacique da tribo Yawalapiti, ex-membro da Fundação Nacional do Índio, falecido por volta de 2015, que a apresentou à política. Sua mãe era Iamony Mehinako, xamã da tribo Mehinako, que morreu em 2021 de Covid-19.  Falando português e cinco línguas locais, ela estuda — caso raro para uma menina — em uma escola branca em Canarana apesar da oposição de parte de sua família.
Conforme costume de sua tribo, assim que menstruou (aos 11 anos), passou a viver isolada em um quartinho (até os 14 anos), tendo contato apenas com sua mãe e seus avós, que lhe transmitiram os costumes e o conhecimento de sua tribo. Aos 15 anos, casou-se à força e só conseguiu escapar três anos depois (salvou-se da consumação graças a uma ponta de flecha que guardava em sua rede). Em 2002, ela adotou um menino rejeitado pela comunidade porque sua mãe era solteira. Teve então um filho de um segundo casamento que não durou, casando-se então com Ianukulá Kaiabi Suiá em 2005, com quem teve dois filhos.
Por volta dos 18 anos, ela começou a fazer campanha por causas ambientalistas ou feministas. Sua luta é pela preservação da cultura dos povos amazônicos, livre de práticas que considera sexistas.
Ela se tornou a líder do povo Yawalapiti e trabalhou para proteger sua aldeia do Alto Xingu contra incêndios, mineração e silvicultura ilegais. Ela abriu a Casa das Mulheres na aldeia de Kisêdje para se opor a um governo secular masculino. Sua influência se estende gradativamente à escala nacional brasileira. É coordenadora do departamento das mulheres da Associação Terra Indígena do Xingu (ATIX - Mulher). Participou da organização do primeiro grande encontro do movimento de mulheres indígenas do Xingu, que aconteceu em Mato Grosso em maio de 2019. Ela é uma das mulheres nativas americanas mobilizadas diante da crise epidêmica da Covid-19, ativa na coordenação das lutas. Segundo ela, no período da pandemia,
| “                        | "Nossos parentes eram levados para receber tratamento médico na cidade e morriam". "Minha mãe tomou a primeira dose de CoronaVac em fevereiro de 2021 em Canarana. Ela obrigou a técnica de saúde do DSEI Xingu a vaciná-la e só conseguiu tomar a segunda dose após 60 dias – com 30 dias de atraso. Mesmo assim, depois de muita briga". | ” |
| — Watatakalu Yawalapiti, | |   |

No Brasil, fundou a Articulação Nacional das Mulheres Indígenas Guerreiras da Ancestralidade (ANMIGA), associação que ajudou a impulsionar Sônia Guajajara ao governo Lula, em 2023, como Ministra dos Povos Indígenas, e a eleger Joenia Wapichana para a presidência da Fundação Nacional do Índio.
Aparece no cenário internacional, notadamente no fórum COP27. Em 2023, ela entra no círculo (até então muito masculino) de braços direitos do Cacique Raoni, e deverá assumir o lugar dele.

## Oposição a Ysani Kalapalo
Ysani Kalapalo é apresentada por Jair Bolsonaro como a representante quase oficial dos povos indígenas do Brasil. Seus detratores acreditam que aquela que eles apelidaram de "A indígena de Bolsonaro" e quem se autoproclama “indígena de direita" ou "indígena do século XXI" está longe de ser uma das grandes vozes da causa, mas na realidade é apenas uma YouTuber profissional. Em seu canal, seguida por 292 mil pessoas em outubro de 2019, Ysani exalta os méritos de Bolsonaro, promove a exploração agrícola da Amazônia e ataca Raoni, seu alvo preferido.[carece de fontes?]
Sobre ela, Watatakalu declarou ao Le Monde: "Ysani não tem legitimidade para nos representar ou falar em nosso nome. Ela é uma canalha, que só se interessa por dinheiro e notoriedade e que usa a imagem do Xingú em benefício próprio. Isso é loucura. E é muito triste". Reiterando seu apoio ao cacique Kayapó Raoni, ela declarou: "Raoni continua sendo nosso líder. Ele é tudo menos uma figura do passado. Ele foi um exemplo para meus filhos ontem, é hoje e continuará sendo amanhã".

## Desrespeito ao Kuarup de sua mãe
Em maio de 2021, a pajé Iamony Mehinako (mãe de Watatakalu Yawalapiti) faleceu de covid-19 e, em setembro, os povos indígenas do Xingú realizaram o último dia do Kuarup, ritual fúnebre indígena que decreta o fim do luto, no centro da aldeia Mehinako. Dois homens desconhecidos entraram no ritual com um cartaz de propaganda eleitoral de Jair Bolsonaro (que tentava a reeleição). Watatakalu foi até eles e pediu que a faixa fosse recolhida. Como eles se negaram a respeitar a cerimônia, Watatakalu puxou a faixa com força e, com a ajuda de mais pessoas, retirou-a do círculo ritualístico.

O vídeo do acontecimento foi editado para parecer que os povos do Xingú estavam em um evento de manifestação de apoio à reeleição de Bolsonaro e divulgado nas redes sociais de Carlos Bolsonaro, que chamou a ação de “indiociata”.
Nas eleições de 2018, Bolsonaro elegeu os povos indígenas como os inimigos do desenvolvimento do país e prometeu e cumpriu não demarcar nenhum centímetro de terra aos povos originários.
Dois dias após a publicação  de Carlos Bolsonaro, a Associação Terra Indígena Xingu (Atix) emitiu uma nota de repúdio, afirmando que a ação foi uma afronta a um ritual sagrado e que o uso eleitoreiro é extremamente desonroso.
| “                        | Fiquei revoltada porque os caras do mal estavam usando a imagem do nosso ritual para se beneficiar porque os não-indígenas sabem fazer isso muito bem, usar a nossa dor, o nosso sofrimento em benefício próprio. Usaram a morte da nossa mãe para dizer que os povos indígenas apoiam esse governo e isso é uma mentira. | ” |
| — Watatakalu Yawalapiti, | |   |

## Reconhecimento
- 2022 - Prêmio Sim à Igualdade Racial.[21][22]
- 2020 - “A voz dos sem voz", em Louvain-la-Neuve, na Bélgica, pelas mãos de Christiane de Wan, presidente do Coletivo de Mulheres.[23]

## Links
- Instagram
- Facebook